# ラテリーナ・ペルジネ・ヴァルダルノ
ラテリーナ・ペルジネ・ヴァルダルノ（伊: Laterina Pergine Valdarno）は、イタリア共和国トスカーナ州アレッツォ県にある、人口約6,400人の基礎自治体（コムーネ）。
コムーネ統廃合 (it:Fusione di comuni italiani) により、ラテリーナとペルジネ・ヴァルダルノが合併して2018年1月1日に発足した。

## 地理

### 位置・広がり

#### 隣接コムーネ
隣接するコムーネは以下の通り。
- アレッツォ
- ブーチネ
- カスティリオーン・フィボッキ
- チヴィテッラ・イン・ヴァル・ディ・キアーナ
- モンテヴァルキ
- テッラヌオーヴァ・ブラッチョリーニ

### 気候分類・地震分類
ラテリーナ・ペルジネ・ヴァルダルノにおけるイタリアの気候分類 (it) および度日は、ラテリーナがzona D, 2000 GG、ペルジネ・ヴァルダルノがzona E, 2188 GGである。
また、イタリアの地震リスク階級 (it) では、zona 3 (sismicità bassa) に分類される。

## 行政

### 分離集落
ラテリーナ・ペルジネ・ヴァルダルノには、以下の分離集落（フラツィオーネ）がある。
- Casanuova, Laterina, Montalto, Pergine Valdarno, Pieve a Presciano, Poggio Bagnoli, Ponticino, Vitereta